# Pink Man
Ne doit pas être confondu avec Filthy Frank.

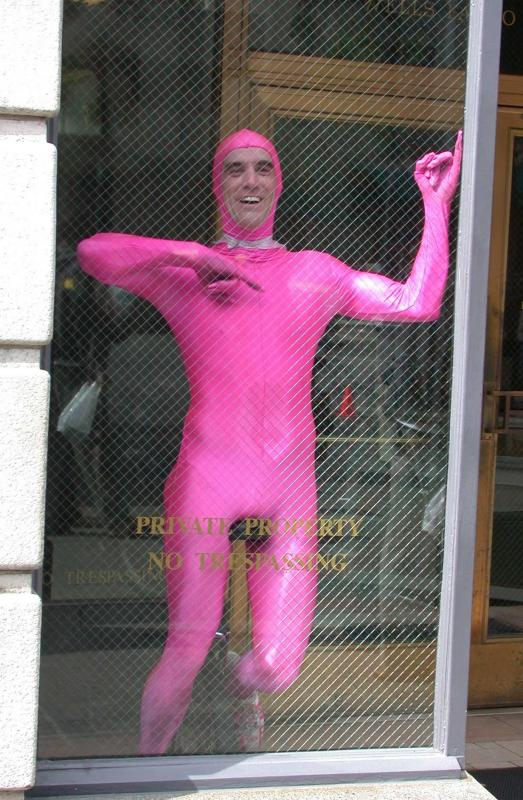
Pink Man exhibant sa tenue derrière une fenêtre.

Michael John Maxfield est un artiste de rue américain, exerçant depuis le milieu des années 1990 dans la baie de San Francisco, dont la performance consiste à faire du monocycle dans des lieux publics en portant une tenue de super-héros : une combinaison moulante avec capuchon intégré — dont la couleur rose lui vaut le pseudonyme de Pink Man (de l'anglais signifiant littéralement « homme rose ») — et parfois une cape.

## Son numéro
Originaire de Leominster dans le Massachusetts,, on peut aujourd'hui le voir exécuter son numéro aux alentours des villes de Berkeley, Oakland et San Francisco, en Californie. Lors de ses apparitions, il réalise des demi-tours et des arrêts brusques ou descend les rues en agitant ses bras à la manière des ailes d'un oiseau. Toujours souriant, tentant de créer une interaction avec les passants, son but est de leur apporter de la joie.
Plusieurs observateurs, ainsi que Pink Man lui-même, ont utilisé par néologisme le verbe « to pink » pour décrire le fait d'accomplir cette performance.
Cette idée lui est venue à l'époque où il vivait dans l'Oregon, alors qu'il était presque suicidaire à la suite d'un divorce ; c'est à l'Université de l'Oregon qu'il a réalisé son spectacle pour la première fois.
Pink Man a également été vu en représentation dans d'autres villes américaines, comme Venice ou New York et même à l'étranger, à Paris, en France, et à Tokyo, au Japon.

## Comédien
Bien que ses apparitions soient le plus souvent improvisées dans des lieux publics, il a joué avec son monocycle dans :
- une pièce de théâtre intitulée I Wheel (que l'on peut traduire par « Je roule »), qui fut présentée les 30 et 31 mai 2002 au Live Oak Theater de Berkeley[3],[6] ;
- un spot publicitaire télévisé pour la marque de jus de fruit Izze[7].